# Синто (село)
Синто (яп. 榛東村 Синто:-мура) — село в Японии, находящееся в уезде Китагумма префектуры Гумма. Площадь села составляет 27,94 км², население — 14 644 человека (1 июля 2014), плотность населения — 524,12 чел./км².

## Географическое положение
Село расположено на острове Хонсю в префектуре Гумма региона Канто. С ним граничат города Маэбаси, Такасаки, Сибукава и посёлок Йосиока.

## Население
Население села составляет 14 644 человека (1 июля 2014), а плотность — 524,12 чел./км². Изменение численности населения с 1980 по 2005 годы:
| 1980 | 10 030 чел. |  |
| 1985 | 10 753 чел. |  |
| 1990 | 11 358 чел. |  |
| 1995 | 12 551 чел. |  |
| 2000 | 13 334 чел. |  |
| 2005 | 14 158 чел. |  |

## Символика
Деревом села считается криптомерия, цветком — Lilium auratum, птицей — Cettia diphone.